# Atastagoní
Los Atastagonies o Taztasagonies son una etnia extinta que habitó al sur de Texas hacia 1736, reportados por el español Pedro de Rivera en el citado año.